# Сторожев (село)
Сторожев (укр. Сторожів) — село в Корецкой городской общине Ровненского района Ровненской области Украины.
До 2020 года входило в Корецкий район.
Население по переписи 2001 года составляло 698 человек. Почтовый индекс — 34714. Телефонный код — 3651.